# Morti nel 1883
| Questa pagina contiene informazioni ricavate automaticamente dalle voci biografiche con l'ausilio del template Bio e di un bot. L'aggiornamento è periodico e automatico e ricostruisce completamente la pagina. Se manca una persona in questa lista, sei pregato di non aggiungerla, ma accertati piuttosto che la sua voce biografica contenga il template Bio e che i dati anagrafici siano correttamente compilati. Se il template Bio manca, inseriscilo tu stesso o, in alternativa, metti l'avviso {{tmp\|Bio}} che ne segnala la mancanza. Se i dati riportati sono sbagliati, correggi direttamente la voce biografica; le modifiche saranno visibili in questa lista entro pochi giorni. Per chiarimenti vedi il progetto biografie. La lista contiene solo le 350 persone che sono citate nell'enciclopedia e per le quali è stato implementato correttamente il template Bio. Pagina aggiornata al 18 ago 2025. |

## Gennaio(30)
- 1º gennaio - Francis Charteris, IX conte di Wemyss, nobile scozzese (n. 1796)
- 2 gennaio - George Harry Grey, VII conte di Stamford, nobile britannico (n. 1827)
- 4 gennaio - Alfred Chanzy, generale francese (n. 1823)
- 5 gennaio - Carlo Raimondi, incisore e pittore italiano (n. 1809)
- 6 gennaio - Auguste Clésinger, scultore e pittore francese (n. 1814)
- 6 gennaio - Eugénie Niboyet, attivista e giornalista francese (n. 1796)
- 10 gennaio - Samuel Mudd, medico statunitense (n. 1833)
- 12 gennaio - Anton Fahne, storico e scrittore tedesco (n. 1805)
- 12 gennaio - Giuseppe Morando, architetto italiano (n. 1822)
- 13 gennaio - Joseph Kleutgen, religioso e teologo tedesco (n. 1811)
- 14 gennaio - William Alexander Forbes, zoologo britannico (n. 1855)
- 15 gennaio - William Nelson Pendleton, generale statunitense (n. 1809)
- 15 gennaio - Karl Reimer, chimico tedesco (n. 1845)
- 15 gennaio - Hermann Friedrich Stannius, entomologo, fisiologo e anatomista tedesco (n. 1808)
- 16 gennaio - Matilde Díez, attrice teatrale spagnola (n. 1818)
- 17 gennaio - Jozef Božetech Klemens, pittore, scultore e inventore slovacco (n. 1817)
- 19 gennaio - Richard England, generale inglese (n. 1793)
- 19 gennaio - Aniceto Ferrante, vescovo cattolico italiano (n. 1823)
- 19 gennaio - Guillaume Geefs, scultore belga (n. 1805)
- 21 gennaio - Carlo di Prussia, principe prussiano (n. 1801)
- 21 gennaio - Jacopo Tomadini, compositore e presbitero italiano (n. 1820)
- 21 gennaio - José de Salamanca y Mayol, politico e imprenditore spagnolo (n. 1811)
- 22 gennaio - Carlo Baucardé, tenore italiano (n. 1825)
- 23 gennaio - Gustave Doré, pittore e incisore francese (n. 1832)
- 23 gennaio - Fanny Geefs, pittrice belga (n. 1807)
- 24 gennaio - Friedrich von Flotow, compositore tedesco (n. 1812)
- 28 gennaio - Enrico Sarria, compositore italiano (n. 1836)
- 29 gennaio - Joseph Édouard de La Motte-Rouge, generale francese (n. 1804)
- 31 gennaio - Luigi Bellotti Bon, attore teatrale e patriota italiano (n. 1820)
- 31 gennaio - Marianna Brighenti, cantante lirica italiana (n. 1808)

## Febbraio(39)
- 1º febbraio - Seru Epenisa Cakobau, sovrano figiano (n. 1815)
- 1º febbraio - Albert-Eugène Lachenal, medico e politico francese (n. 1796)
- 1º febbraio - Camillo Piatti, politico italiano (n. 1792)
- 1º febbraio - Carl Ludwig Sigmund, medico austriaco (n. 1810)
- 2 febbraio - Israel Salanter, teologo e rabbino lituano (n. 1810)
- 3 febbraio - Vincent Alexander Bochdalek, anatomista e patologo boemo (n. 1801)
- 3 febbraio - John Horner, politico statunitense (n. 1802)
- 5 febbraio - Ernst Dohm, editore, attore teatrale e traduttore tedesco (n. 1819)
- 5 febbraio - Pertevniyal Sultan, ottomana (n. 1812)
- 6 febbraio - Ignazio Genuardi, politico italiano (n. 1819)
- 6 febbraio - Felice Scifoni, scrittore, patriota e notaio italiano (n. 1802)
- 7 febbraio - Carlo Giordano, politico italiano (n. 1814)
- 8 febbraio - Tito Livio De Sanctis, medico italiano (n. 1817)
- 10 febbraio - Marshall Jewell, politico statunitense (n. 1825)
- 12 febbraio - Tommaso Pendola, prete e educatore italiano (n. 1800)
- 13 febbraio - Vincenzo Cesati, botanico italiano (n. 1806)
- 13 febbraio - Pavel Ivanovič Mel'nikov, scrittore russo (n. 1818)
- 13 febbraio - William E. Smith, politico e imprenditore statunitense (n. 1824)
- 13 febbraio - Richard Wagner, compositore e poeta tedesco (n. 1813)
- 14 febbraio - Edwin D. Morgan, politico statunitense (n. 1811)
- 14 febbraio - Giuseppe Regaldi, poeta e scrittore italiano (n. 1809)
- 15 febbraio - Giovanni Antonio Sanguineti, politico italiano (n. 1813)
- 17 febbraio - Napoléon Coste, compositore e chitarrista francese (n. 1805)
- 18 febbraio - Ernest Perrot De Thannberg, patriota e militare francese (n. 1812)
- 18 febbraio - Angelo Vegni, scienziato, mecenate e filantropo italiano (n. 1811)
- 19 febbraio - Francesco di Toppo, collezionista d'arte e letterato italiano (n. 1797)
- 20 febbraio - Bertrando Spaventa, filosofo e politico italiano (n. 1817)
- 21 febbraio - Franz von Rinecker, farmacologo tedesco (n. 1811)
- 23 febbraio - Jules Germain Cloquet, chirurgo e anatomista francese (n. 1790)
- 23 febbraio - Inácio do Nascimento Morais Cardoso, cardinale e patriarca cattolico portoghese (n. 1811)
- 24 febbraio - Edmond-Charles de Martimprey, militare e politico francese (n. 1808)
- 24 febbraio - Ercole Ricotti, storico e ingegnere italiano (n. 1816)
- 25 febbraio - Sofija Nikolaevna Raevskaya, nobildonna russa (n. 1806)
- 25 febbraio - Scipione Volpicella, storico, scrittore e bibliotecario italiano (n. 1810)
- 26 febbraio - Alexandros Koumoundouros, politico greco (n. 1817)
- 27 febbraio - Scipione Salvotti, medico, poeta e patriota italiano (n. 1830)
- 27 febbraio - Julius Stern, docente e compositore tedesco (n. 1820)
- 28 febbraio - Alejandro Arango y Escandón, avvocato, patriota e scrittore messicano (n. 1821)
- 28 febbraio - Louis-Adolphe Bertillon, statistico, medico e antropologo francese (n. 1821)

## Marzo(31)
- 3 marzo - Theodor Hahn, farmacista, medico e scrittore tedesco (n. 1824)
- 4 marzo - Alexander Hamilton Stephens, politico statunitense (n. 1812)
- 6 marzo - Johann Heinrich Friedrich Karl Witte, giurista, filologo e filosofo tedesco (n. 1800)
- 8 marzo - Filadelfo Faro, politico italiano (n. 1813)
- 8 marzo - Paolo Micallef, arcivescovo cattolico maltese (n. 1818)
- 8 marzo - Sansone Valobra, chimico italiano (n. 1799)
- 9 marzo - Arnold Toynbee, filosofo, storico e economista inglese (n. 1852)
- 10 marzo - Raffaello Raffaelli, storico italiano (n. 1813)
- 11 marzo - Aleksandr Michajlovič Gorčakov, politico russo (n. 1798)
- 13 marzo - Adelbert von Keller, filologo e bibliotecario tedesco (n. 1812)
- 14 marzo - Karl Marx, filosofo, economista e politologo tedesco (n. 1818)
- 17 marzo - Andreas Gollmayr, arcivescovo cattolico austro-ungarico (n. 1797)
- 18 marzo - Marta Le Bouteiller, religiosa francese (n. 1816)
- 18 marzo - Luigi Pellegrino, politico e giurista italiano (n. 1820)
- 19 marzo - Victor von Bruns, chirurgo tedesco (n. 1812)
- 20 marzo - Domenico Carbone, patriota e scrittore italiano (n. 1823)
- 20 marzo - Ernest-Charles Lasègue, medico francese (n. 1816)
- 21 marzo - Paolo Vimercati Sozzi, antiquario italiano (n. 1801)
- 23 marzo - Salvador Bermúdez de Castro, nobile, poeta e diplomatico spagnolo (n. 1817)
- 24 marzo - Luigi Bosi, medico italiano (n. 1809)
- 25 marzo - Lorenzo Gastaldi, arcivescovo cattolico italiano (n. 1815)
- 25 marzo - Timothy Otis Howe, politico statunitense (n. 1816)
- 26 marzo - Emmanuel Ludwig Gruner, ingegnere e geologo svizzero (n. 1809)
- 27 marzo - Philipp Christoph Zeller, entomologo tedesco (n. 1808)
- 28 marzo - Derwent Coleridge, scrittore e presbitero britannico (n. 1800)
- 28 marzo - Lorenz Diefenbach, linguista, etnologo e scrittore tedesco (n. 1806)
- 29 marzo - György Majláth, nobile e politico ungherese (n. 1818)
- 29 marzo - Serafino Rafaele Minich, matematico e politico italiano (n. 1808)
- 30 marzo - Édouard Jules Gabrielli di Carpegna, militare e funzionario francese (n. 1816)
- 30 marzo - Edmund von Hartig, diplomatico e nobile austriaco (n. 1812)
- 31 marzo - Pier Francesco Meglia, cardinale e arcivescovo cattolico italiano (n. 1810)

## Aprile(29)
- 1º aprile - Giuseppe Micheli, generale e ingegnere italiano (n. 1823)
- 2 aprile - Emmanuele Borgatta, pianista e compositore italiano (n. 1809)
- 4 aprile - Peter Cooper, imprenditore, inventore e politico statunitense (n. 1791)
- 5 aprile - Henri Ract, politico francese (n. 1813)
- 6 aprile - Charles Bargue, pittore e litografo francese (n. 1826)
- 6 aprile - Carlo Borghi, poeta, scrittore e giornalista italiano (n. 1851)
- 7 aprile - Louis Veuillot, giornalista e scrittore francese (n. 1813)
- 10 aprile - Marie-Alexandre Alophe, pittore e incisore francese (n. 1812)
- 10 aprile - Quintino Guanciali, scrittore e bibliotecario italiano (n. 1811)
- 13 aprile - Maria Antonietta d'Asburgo-Lorena, nobile (n. 1858)
- 14 aprile - William Farr, medico britannico (n. 1807)
- 15 aprile - Federico Francesco II di Meclemburgo-Schwerin, nobile (n. 1823)
- 16 aprile - Carlo II di Parma, sovrano (n. 1799)
- 16 aprile - Eugenio Stefano Stara, politico italiano (n. 1800)
- 18 aprile - Édouard Roche, astronomo francese (n. 1820)
- 19 aprile - Martino Anzi, botanico, naturalista e presbitero italiano (n. 1812)
- 19 aprile - Teresa di Oldenburg, duchessa (n. 1852)
- 20 aprile - Wilhelm Peters, zoologo, esploratore e medico tedesco (n. 1815)
- 21 aprile - Ruggero Luigi Emidio Antici Mattei, cardinale e patriarca cattolico italiano (n. 1811)
- 22 aprile - Ignazio Jacometti, scultore italiano (n. 1819)
- 23 aprile - Michel Masson, scrittore, librettista e drammaturgo francese (n. 1800)
- 24 aprile - Jules Sandeau, scrittore francese (n. 1811)
- 26 aprile - Mithat Pascià, politico ottomano (n. 1822)
- 26 aprile - Sof'ja Illarionovna Bardina, rivoluzionaria russa (n. 1853)
- 27 aprile - Henry Debosnys
- 28 aprile - William Montague Browne, politico e militare statunitense (n. 1823)
- 28 aprile - John Russell, allevatore britannico (n. 1795)
- 29 aprile - Franz Hermann Schulze-Delitzsch, politico, economista e banchiere tedesco (n. 1808)
- 30 aprile - Édouard Manet, pittore francese (n. 1832)

## Maggio(22)
- 3 maggio - Reinhart Dozy, orientalista olandese (n. 1820)
- 5 maggio - Karl Friedrich Heusinger, patologo tedesco (n. 1792)
- 5 maggio - Louis Viardot, critico letterario, impresario teatrale e traduttore francese (n. 1800)
- 6 maggio - Eva Gonzalès, pittrice francese (n. 1849)
- 6 maggio - George Pritchard, missionario e diplomatico britannico (n. 1796)
- 8 maggio - Simplicio Pappalettere, abate italiano (n. 1815)
- 8 maggio - Francesco Piccoli, politico italiano (n. 1835)
- 9 maggio - Jules Miot, politico francese (n. 1809)
- 11 maggio - Juliette Drouet, attrice teatrale francese (n. 1806)
- 13 maggio - James Young, chimico scozzese (n. 1811)
- 14 maggio - Mahmud Nedim Pascià, politico ottomano (n. 1818)
- 15 maggio - Josiah Gorgas, generale statunitense (n. 1818)
- 19 maggio - Samo Chalupka, poeta e pastore protestante slovacco (n. 1812)
- 19 maggio - Giulio Especo y Vera, militare spagnolo (n. 1801)
- 19 maggio - Henri Rivière, ufficiale e scrittore francese (n. 1827)
- 20 maggio - Robert Rößler, poeta tedesco (n. 1838)
- 22 maggio - Jacques Antoine Charles Bresse, ingegnere francese (n. 1822)
- 23 maggio - Cyprian Kamil Norwid, poeta, drammaturgo e pittore polacco (n. 1821)
- 24 maggio - Gabriel Valentin, fisiologo tedesco (n. 1810)
- 25 maggio - Édouard René de Laboulaye, giurista, politico e scrittore francese (n. 1811)
- 26 maggio - Abd el-Kader, militare e politico algerino (n. 1808)
- 29 maggio - Marianna di Orange-Nassau, principessa olandese (n. 1810)

## Giugno(27)
- 2 giugno - Alberto Mario, patriota, politico e giornalista italiano (n. 1825)
- 3 giugno - Teodorico Pietrocola Rossetti, predicatore e patriota italiano (n. 1825)
- 4 giugno - Giovanni Albinola, patriota italiano (n. 1809)
- 5 giugno - Pietro Cocconi, politico e giornalista italiano (n. 1821)
- 6 giugno - Eduard Daege, pittore prussiano (n. 1805)
- 7 giugno - George Bowyer, VII baronetto, politico inglese (n. 1811)
- 9 giugno - Gherardo Freschi, agronomo e patriota italiano (n. 1805)
- 10 giugno - Alessandro Castellani, orafo, antiquario e collezionista d'arte italiano (n. 1823)
- 10 giugno - Marco Formentini, storico e economista italiano (n. 1811)
- 10 giugno - Atto Vannucci, storico, patriota e presbitero italiano (n. 1810)
- 12 giugno - Ugo Angelo Canello, linguista e filologo italiano (n. 1848)
- 12 giugno - Mercedes Molina y Ayala, religiosa ecuadoriana (n. 1828)
- 13 giugno - Giovanni Battista a Prato, abate, politico e giornalista italiano (n. 1812)
- 14 giugno - Edward FitzGerald, scrittore inglese (n. 1809)
- 14 giugno - Charles J. Jenkins, politico statunitense (n. 1805)
- 16 giugno - Emilio Cipriani, medico e politico italiano (n. 1814)
- 17 giugno - Aleksander Izenschmid de Milbitz, militare e patriota polacco (n. 1800)
- 18 giugno - François-Norbert Blanchet, missionario e arcivescovo cattolico canadese (n. 1795)
- 18 giugno - Cesare Campini, pittore italiano (n. 1832)
- 19 giugno - Heinrich Joseph Dominicus Denzinger, presbitero e teologo tedesco (n. 1819)
- 20 giugno - Gustave Aimard, romanziere francese (n. 1818)
- 21 giugno - Frédéric Flachéron, scultore e fotografo francese (n. 1813)
- 21 giugno - Nicola de Gemmis, letterato e patriota italiano (n. 1818)
- 24 giugno - Luigi Maria Lembo, vescovo cattolico italiano (n. 1806)
- 28 giugno - Emilio De Fabris, architetto italiano (n. 1807)
- 30 giugno - Pietro Cantoni, politico e avvocato italiano (n. 1818)
- 30 giugno - Benjamin Franklin Sands, ammiraglio statunitense (n. 1811)

## Luglio(33)
- 1º luglio - Giovanni Battista Oytana, politico italiano (n. 1809)
- 4 luglio - Amalie Mánesová, pittrice ceca (n. 1817)
- 4 luglio - John Baptist Purcell, arcivescovo cattolico irlandese (n. 1800)
- 4 luglio - John Spencer-Churchill, VII duca di Marlborough, nobile e politico britannico (n. 1822)
- 6 luglio - Ciprian Porumbescu, compositore romeno (n. 1853)
- 6 luglio - Joseph Toronto, missionario italiano (n. 1818)
- 7 luglio - Michele Amatore, militare sudanese (n. 1826)
- 9 luglio - Filippo Pacini, anatomista e patologo italiano (n. 1812)
- 10 luglio - Antonio Boncompagni Ludovisi, politico italiano (n. 1808)
- 13 luglio - Adolf Christen, regista teatrale tedesco (n. 1811)
- 13 luglio - Ranavalona II, regina malgascia (n. 1829)
- 13 luglio - Prospero Richelmy, nobile, ingegnere idraulico e docente italiano (n. 1813)
- 14 luglio - Edward Calvert, pittore, disegnatore e incisore inglese (n. 1799)
- 14 luglio - Heinrich von Ferstel, architetto austriaco (n. 1828)
- 14 luglio - Svend Grundtvig, filologo danese (n. 1824)
- 14 luglio - Rinaldo Ticci, compositore italiano (n. 1805)
- 15 luglio - Juan Álvarez de Lorenzana, politico e pubblicista spagnolo (n. 1818)
- 15 luglio - Charles-Émile-Callande de Champmartin, pittore francese (n. 1797)
- 17 luglio - Antonio Minelli, tipografo e patriota italiano (n. 1798)
- 17 luglio - Tự Đức, imperatore vietnamita (n. 1829)
- 18 luglio - Carl Boos, architetto tedesco (n. 1806)
- 20 luglio - Iwakura Tomomi, politico giapponese (n. 1825)
- 21 luglio - Ntshingwayo kaMahole Khozab (n. 1809)
- 22 luglio - Edward Ord, generale statunitense (n. 1818)
- 22 luglio - Josef Plachutta, compositore di scacchi austriaco (n. 1827)
- 24 luglio - Francesco Trissino, scrittore e letterato italiano (n. 1809)
- 24 luglio - Matthew Webb, britannico (n. 1848)
- 25 luglio - Nikolaj Vasil'evič Kletočnikov, rivoluzionario russo (n. 1846)
- 26 luglio - William Fenwick Williams, generale e politico inglese (n. 1800)
- 27 luglio - Montgomery Blair, politico statunitense (n. 1813)
- 27 luglio - Franz Doppler, flautista e compositore austriaco (n. 1821)
- 28 luglio - Carlo Pellion di Persano, ammiraglio e politico italiano (n. 1806)
- 29 luglio - Jean Pellé, generale francese (n. 1812)

## Agosto(29)
- 2 agosto - Pierre Auguste Cot, pittore francese (n. 1837)
- 3 agosto - Giuseppe Maria Papardo del Parco, arcivescovo cattolico italiano (n. 1819)
- 3 agosto - Nicola Antonio Pedicino, botanico italiano (n. 1839)
- 4 agosto - August Howaldt, ingegnere tedesco (n. 1809)
- 6 agosto - August Riedel, pittore tedesco (n. 1799)
- 7 agosto - Vactor Tousey Chambers, entomologo statunitense (n. 1830)
- 9 agosto - Robert Moffat, missionario scozzese (n. 1795)
- 10 agosto - Panfilo De Riseis, politico italiano (n. 1795)
- 11 agosto - Édouard Louis Dubufe, pittore francese (n. 1819)
- 12 agosto - Pietro Sacconi, mercante e esploratore italiano (n. 1840)
- 13 agosto - Julien Philippe de Gaulle, storico francese (n. 1801)
- 14 agosto - Domenico Fanelli, vescovo cattolico italiano (n. 1807)
- 14 agosto - Giuseppe Del Majno, violinista italiano (n. 1801)
- 14 agosto - Luigi Wimmer, patriota e ingegnere italiano (n. 1842)
- 15 agosto - Giacomo Marulli, commediografo italiano (n. 1822)
- 16 agosto - Achille Ballarati, politico italiano (n. 1822)
- 17 agosto - Charles Gaillardot, botanico e medico francese (n. 1814)
- 17 agosto - Roger William Bede Vaughan, arcivescovo cattolico britannico (n. 1834)
- 18 agosto - Aleksandr Ivanovič Barannikov, rivoluzionario russo (n. 1858)
- 18 agosto - Evgenija Florianovna Zavadskaja, rivoluzionaria russa (n. 1852)
- 19 agosto - Jeremiah S. Black, politico, avvocato e statistico statunitense (n. 1810)
- 19 agosto - Ján Gotčár, presbitero, attivista e insegnante slovacco (n. 1823)
- 23 agosto - Raffaele de Franco, vescovo cattolico italiano (n. 1803)
- 24 agosto - Enrico di Borbone-Francia, re francese (n. 1820)
- 25 agosto - Rawdon Brown, storico britannico (n. 1803)
- 25 agosto - Hermann Müller, botanico tedesco (n. 1829)
- 30 agosto - Ángela Peralta, soprano, compositrice e pianista messicana (n. 1845)
- 30 agosto - Fedele Sutter, arcivescovo cattolico italiano (n. 1796)
- 31 agosto - Gabriele Castagnola, pittore italiano (n. 1828)

## Settembre(21)
- 2 settembre - Léon Halévy, drammaturgo, storico e giornalista francese (n. 1802)
- 2 settembre - Frederik Storch, pittore danese (n. 1805)
- 3 settembre - Ivan Sergeevič Turgenev, scrittore e drammaturgo russo (n. 1818)
- 4 settembre - Carlo Tenca, letterato, giornalista e politico italiano (n. 1816)
- 5 settembre - Gaspare Fossati, architetto svizzero (n. 1809)
- 6 settembre - Wilhelm Baum, chirurgo tedesco (n. 1799)
- 6 settembre - Baldassarre Poli, filosofo italiano (n. 1795)
- 7 settembre - Rafał Hadziewicz, pittore polacco (n. 1803)
- 8 settembre - Paul Siraudin, librettista e drammaturgo francese (n. 1812)
- 9 settembre - Victor Puiseux, matematico e astronomo francese (n. 1820)
- 10 settembre - Hendrik Conscience, scrittore belga (n. 1812)
- 12 settembre - Wilhelm Lauche, agronomo tedesco (n. 1827)
- 13 settembre - Richard Collinson, ufficiale e esploratore inglese (n. 1811)
- 15 settembre - Joseph Plateau, fisico belga (n. 1801)
- 16 settembre - Errico Amante, politico, patriota e giudice italiano (n. 1816)
- 21 settembre - Conrad Bursian, filologo classico e archeologo tedesco (n. 1830)
- 22 settembre - Adolph von Brenner-Felsach, diplomatico e nobile austriaco (n. 1814)
- 22 settembre - Salvatore Calvino, patriota, militare e politico italiano (n. 1820)
- 23 settembre - Antonio Mattei, patriota e politico italiano (n. 1840)
- 27 settembre - Oswald Heer, naturalista, entomologo e geologo svizzero (n. 1809)
- 29 settembre - Victor-Auguste-Isidore Dechamps, cardinale, arcivescovo cattolico e giornalista belga (n. 1810)

## Ottobre(24)
- 3 ottobre - Josef Wilhelm von Gallina, generale austro-ungarico (n. 1820)
- 4 ottobre - Giovanni Guicciardi, baritono italiano (n. 1819)
- 4 ottobre - Carlo Reishammer, architetto italiano (n. 1806)
- 6 ottobre - Dục Đức, imperatore vietnamita (n. 1852)
- 11 ottobre - Antonio Tiraboschi, linguista e storico italiano (n. 1838)
- 13 ottobre - Beniamino Caso, patriota e politico italiano (n. 1824)
- 14 ottobre - Adolphe Martial-Potémont, pittore e incisore francese (n. 1827)
- 15 ottobre - Pietro Canal, latinista, politico e presbitero italiano (n. 1807)
- 15 ottobre - Madame Cavé, pittrice, scrittrice e insegnante francese (n. 1806)
- 15 ottobre - Achille Mauri, politico, scrittore e patriota italiano (n. 1806)
- 15 ottobre - Francesco Schira, compositore e direttore d'orchestra italiano (n. 1809)
- 15 ottobre - Napoleone Scrugli, politico e militare italiano (n. 1803)
- 16 ottobre - Felipe Caronti, ingegnere argentino (n. 1813)
- 16 ottobre - Evfimij Vasil'evič Putjatin, militare e diplomatico russo (n. 1803)
- 18 ottobre - James Blair Steedman, generale e editore statunitense (n. 1817)
- 19 ottobre - Enrico Gamba, pittore italiano (n. 1831)
- 20 ottobre - George Chichester, III marchese di Donegall, politico irlandese (n. 1797)
- 22 ottobre - Elisha Foote, giudice, inventore e matematico statunitense (n. 1809)
- 22 ottobre - Thomas Mayne Reid, scrittore irlandese (n. 1818)
- 24 ottobre - Francesco Cortese, medico italiano (n. 1802)
- 27 ottobre - Louis Breguet, fisico e orologiaio francese (n. 1804)
- 28 ottobre - Henri-Marie-Gaston Boisnormand de Bonnechose, cardinale e arcivescovo cattolico francese (n. 1800)
- 29 ottobre - Gustavus Fox, militare e storico statunitense (n. 1821)
- 30 ottobre - Robert Volkmann, compositore tedesco (n. 1815)

## Novembre(19)
- 1º novembre - Alexander Walker Scott, entomologo australiano (n. 1800)
- 3 novembre - Pietro Donati, politico italiano (n. 1812)
- 3 novembre - Gaetano Moroni, bibliografo italiano (n. 1802)
- 5 novembre - William Hicks, ufficiale britannico (n. 1830)
- 6 novembre - Luigi Bruzza, archeologo e epigrafista italiano (n. 1813)
- 8 novembre - Isidore Dagnan, pittore francese (n. 1788)
- 8 novembre - Pietro Luchini, pittore italiano (n. 1799)
- 12 novembre - Giuseppe Bianca, botanico italiano (n. 1801)
- 13 novembre - James Marion Sims, chirurgo statunitense (n. 1813)
- 14 novembre - Lucien Olivier, cuoco russo (n. 1838)
- 15 novembre - John Lawrence LeConte, entomologo statunitense (n. 1825)
- 16 novembre - Giovanni Battista Ercolani, medico, veterinario e politico italiano (n. 1817)
- 18 novembre - Vasile Boerescu, politico, giornalista e avvocato rumeno (n. 1830)
- 19 novembre - Arnold Schaefer, storico tedesco (n. 1819)
- 19 novembre - Carl Wilhelm Siemens, ingegnere tedesco (n. 1823)
- 23 novembre - James E. Broome, politico statunitense (n. 1808)
- 26 novembre - Sojourner Truth, attivista statunitense
- 29 novembre - Hiệp Hòa, imperatore vietnamita (n. 1847)
- 30 novembre - Sven Nilsson, zoologo e archeologo svedese (n. 1787)

## Dicembre(25)
- 1º dicembre - Edward Fitzalan-Howard, I barone Howard di Glossop, nobile e politico britannico (n. 1818)
- 1º dicembre - Girolamo Verzeri, vescovo cattolico italiano (n. 1804)
- 2 dicembre - Édouard Andignoux, politico francese (n. 1844)
- 2 dicembre - Carlo Mariani, ingegnere, architetto e militare italiano (n. 1823)
- 6 dicembre - Heinrich Wydler, botanico svizzero (n. 1800)
- 7 dicembre - George Craven, III conte di Craven, nobile inglese (n. 1841)
- 7 dicembre - Agostino Taraschi, politico e scrittore italiano (n. 1822)
- 7 dicembre - Vincenzo Zanetti, presbitero e storico italiano (n. 1824)
- 9 dicembre - Ulysse Butin, pittore francese (n. 1838)
- 9 dicembre - François Lenormant, assiriologo e numismatico francese (n. 1837)
- 11 dicembre - Giovanni Matteo De Candia, tenore e patriota italiano (n. 1810)
- 13 dicembre - Pierre Alfred Déséglise, botanico francese (n. 1823)
- 14 dicembre - Henri Martin, storico, scrittore e politico francese (n. 1810)
- 16 dicembre - Gustav Löwe, filologo classico e bibliotecario tedesco (n. 1852)
- 16 dicembre - Thomas Story Kirkbride, medico statunitense (n. 1809)
- 21 dicembre - Karl Bogislaus Reichert, anatomista e biologo tedesco (n. 1811)
- 24 dicembre - Clara Harris, statunitense (n. 1834)
- 25 dicembre - Giovanni Battista De Lorenzi, organaro italiano (n. 1806)
- 25 dicembre - Carl von Noorden, storico tedesco (n. 1833)
- 26 dicembre - Giacomo Di Chirico, pittore italiano (n. 1844)
- 28 dicembre - Antonio Saverio De Luca, cardinale e arcivescovo cattolico italiano (n. 1805)
- 29 dicembre - Rostislav Andreevič Fadeev, storico, giornalista e militare russo (n. 1824)
- 29 dicembre - Francesco de Sanctis, critico letterario, saggista e politico italiano (n. 1817)
- 30 dicembre - Johann Velten, pittore tedesco (n. 1807)
- 31 dicembre - Ladislaus von Karnicki zu Karnice, diplomatico e nobile boemo (n. 1820)

## Senza giorno specificato(21)
- Abdülkerim Nadir Pascià, militare ottomano (n. 1807)
- Alphonsine, attrice teatrale francese (n. 1829)
- Giuseppe Ansaldo, politico italiano (n. 1807)
- Casimiro Ara, politico italiano (n. 1813)
- Gustave Arosa, collezionista d'arte francese (n. 1818)
- Joachim Barrande, geologo e paleontologo francese (n. 1799)
- Rocco Bormioli, imprenditore italiano (n. 1830)
- Dayananda Sarasvati, scrittore e filosofo indiano (n. 1825)
- Karl Wilhelm Dindorf, filologo classico tedesco (n. 1802)
- Jens Adolf Jerichau, scultore danese (n. 1816)
- Juh, condottiero nativo americano (n. 1825)
- Emanuele Krakamp, compositore e flautista italiano (n. 1813)
- Luigi Lomellini, patriota italiano (n. 1805)
- Mehmed Esad Saffet Pascià, politico ottomano (n. 1814)
- Prudenzio Piccioli, scultore italiano (n. 1813)
- Edward Sabine, scienziato irlandese (n. 1788)
- Henry John Stephen Smith, matematico britannico (n. 1826)
- Stella del Mattino, nativo americano (n. 1810)
- Vincenzo Troya, pedagogista italiano (n. 1806)
- Sceicco Ubeydullah, personalità religiosa ottomano (n. 1826)
- Butrus al-Bustani, scrittore siriano (n. 1819)